# 暴走妈妈
暴走妈妈，真實姓名陈玉蓉，湖北武汉人。其子叶海斌患有肝脏疾病，陈玉蓉因患有脂肪肝而不能将自己的肝脏移植给儿子。于是她在2009年2月18日—10月每天坚持在武汉市江岸区谌家矶堤坝步行10公里减肥，因此而被网民称为暴走妈妈。